# Szinóbánya
Szinóbánya (szlovákul: Cinobaňa) község Szlovákiában, a Besztercebányai kerületben, a Poltári járásban.

## Fekvése
Losonctól 15 km-re északra, az Ipoly egyik jobb oldali mellékvölgyében fekszik. Etrefalva és számos kis telep tartozik hozzá.

## Élővilága
A faluban egy gólyafészket tartanak nyilván. 2014-ben 3 fiókát számoltak össze.

## Története
A település bányászfaluként keletkezett a 13. században,  1279-ben „Villa Suine" néven említik először. 1342-ben „Sciuina", „Schiuina", 1393-ban „Zennabanya", 1460-ban „Zwyneybanya"alakban szerepel a korabeli forrásokban. Területén aranyat, ezüstöt, később vasércet bányásztak.
1342-ben Zagyvafői Miklós itteni birtokát Szécsényi Tamással cseréli el. A 14. század közepétől Szinóbánya a somoskői váruradalomhoz tartozott. 1554 és 1594 között a török hódoltság része volt. 1598-ban Balassa Zsigmond a birtokosa. A 17. századtól a divényi uradalom része, majd 1738-tól a halicsi uradalomhoz tartozott. A 17.–18. században Szinóbányának mezővárosi rangja volt piactartási joggal. Az 1770. évi urbárium szerint Batta Imre, Haller Sámuel, Kamocsay András, Lesenyei Imre és gróf Nyáry János a főbb tulajdonosok. A 19. század közepéig lakói főként mezőgazdasággal és favágással foglalkoztak. 1826-ban a Szentiványi, Zichy, Berényi és Orczy családok rendelkeztek itt nagyobb birtokokkal.  1828-ban 91 házában 600 lakosa élt. 1873-ban súlyos kolerajárvány pusztított, melynek 184-en estek áldozatul a településen.
Fényes Elek szerint „Szino-Bánya, (Sweino Banya), népes tót falu, Nógrád vmegyében, 36 kath., 820 evang. lak. Ékes tornyos evang. anyatemplom. Sok erdő és rét. Sovány föld. Hajdan mezőváros volt és bányákat mivelt, a mint ezt elhagyott üregeiről láthatni. F. u. Szentiványi Ferencz örökösei, idősb. gr. Zichy, gr. Berényi, Etthre. Ut. p. Gács".
Nógrád vármegye monográfiája szerint „Szinóbánya. Az ipolyberzencze–szinóbányai vasútvonal mentén fekszik. Kisközség; körjegyzőséggel, 268 házzal és 2560 lakossal, a kiknek legnagyobb része tót ajkú, róm. kath. s evangélikus vallású. Postája, távírója és vasúti állomása helyben van. Egyike a legrégibb bányászhelyeknek. A középkorban Szvinyebánya, Szinnabánya néven említik az oklevelek. 1342-ben Zagyvafői Miklós fia Pető bírta, a ki Szécsényi Tamásnak adta cserébe. 1481-ben Somoskő várának tartozékai közé számították. 1548-ban a Lossonczy család és Basó Máté, 1598-ban Balassa Zsigmond volt a földesura. 1715-ben hat magyar és 12 tót, 1720-ban hét magyar és 11 tót háztartást írtak itt össze. 1770-ben, az úrbéri rendezés alkalmával, Batta Imre, Kamocsay András, báró Haller Sámuel tábornak, Lessenyey Imre, gróf Nyáry János, továbbá a Rakovszky, a Nikházy családok és Ettre Ferencz voltak a földesurai, 1826-ban Szent-Ivány Ferencz országbíró, Ettre Antal és Károly, a gróf Zichy és a gróf Berényi családok, később pedig a báró Orczy család, mely itteni birtokait részben Kossuch Jánosnak, részben pedig a helybeli közbirtokosoknak adta el. A Kossuch János üveggyári czégnek a községhez tartozó Katalinhuta-telepen nagyszabású üveggyára van. Ugyancsak Szinóbányán van a Kramer J. czégnek is a vasgyára és a gyártulajdonos csinos úrilaka. A róm. kath. templomot 1886-ban Kossuch Kuhinka Karolina építtette. Az evangélikus templom igen régi; 1622-ben már fennállott. 1873-ban 184-en estek itt a kolerának áldozatául. A helység bel- és külterületén sok elhagyott vasérczbánya van. Már több helyen történtek beomlások, melyek bányafolyosókat tártak fel. A falu hajdan a Szvino-dülőben feküdt. A községhez tartoznak a következő lakott helyek: Dudástelep (azelőtt Zsihlavatelep), Katalinhuta, Hátulsóirtvány (azelőtt Zadoklaz), Hrucsiarki-puszta és a Kramer-féle szinóbányai vasgyár".
Szinóbánya részei: Katalinhuta, Etrefalva, Hátulsóirtvány és Dudástelep. Katalinhután 1836-ban Kuchinka Ferenc és testvére üveggyárat alapított, mely lényegében ma is üzemel. 1854-ben az üzem Kossuch János tulajdonába került. 1846-ben vasöntödét alapítottak a településen. 1882-től Krámer György és fiai a tulajdonosai. Az öntöde 1948-ban a füleki Kovosmalt üzemmel egyesült, majd 1957-ben a gyetvai vasmű része lett.
A trianoni békeszerződésig Nógrád vármegye Losonci járásához tartozott. Etrefalvát 1973-ban csatolták hozzá.

## Népessége
| Év:            | 1994. | 2004.   | 2014.   | 2024.    |
| -------------- | ----- | ------- | ------- | -------- |
| Emberek száma: | 2407  | 2358    | 2303    | 1964     |
| Eltérés:       |       | -2,03 % | -2,33 % | -14,71 % |

| Év:            | 2023. | 2024.   |
| -------------- | ----- | ------- |
| Emberek száma: | 1995  | 1964    |
| Eltérés:       |       | -1,55 % |

1880-ban 1663 lakosából 42 magyar és 1516 szlovák anyanyelvű volt. Etrefalván 230 szlovák és 5 magyar anyanyelvű élt.
1890-ben 1729 lakosából 91 magyar, 69 német és 1529 szlovák anyanyelvű volt. Ebből 967 római katolikus, 739 evangélikus, 14 izraelita és 9 református vallású volt.
1900-ban 2072 lakosából 121 magyar és 1797 szlovák anyanyelvű volt.
1910-ben 2571 lakosából 384 magyar, 64 német, 2107 szlovák és 16 egyéb anyanyelvű volt .Etrefalván 219 szlovák és 8 magyar anyanyelvű élt.
1921-ben 2296 lakosából 109 magyar és 2103 csehszlovák volt.
1930-ban 2440 lakosából 39 magyar, 7 német, 2 ruszin, 1 zsidó, 2366 csehszlovák, 3 egyéb nemzetiségű és 22 állampolgárság nélküli volt. Ebből 1626 római katolikus, 792 evangélikus, 5-5 református és izraelita, 1 görög katolikus és 11 egyéb vallású volt.
1970-ben 2393 lakosából 11 magyar és 2373 szlovák volt. Etrefalván 200 szlovák élt.
1980-ban 2538 lakosából 10 magyar és 2504 szlovák volt.
1991-ben 2400 lakosából 16 magyar és 2268 szlovák volt.
2001-ben 2399 lakosából 2266 szlovák, 108 cigány és 7 magyar volt.
2011-ben 2399 lakosából 2026 szlovák, 89 cigány és 4 magyar volt.
2021-ben 2055 lakosából 1910 (+3) szlovák, 10 (+6) magyar, 7 (+105) cigány, 6 (+1) egyéb és 122 ismeretlen nemzetiségű volt.

## Nevezetességei

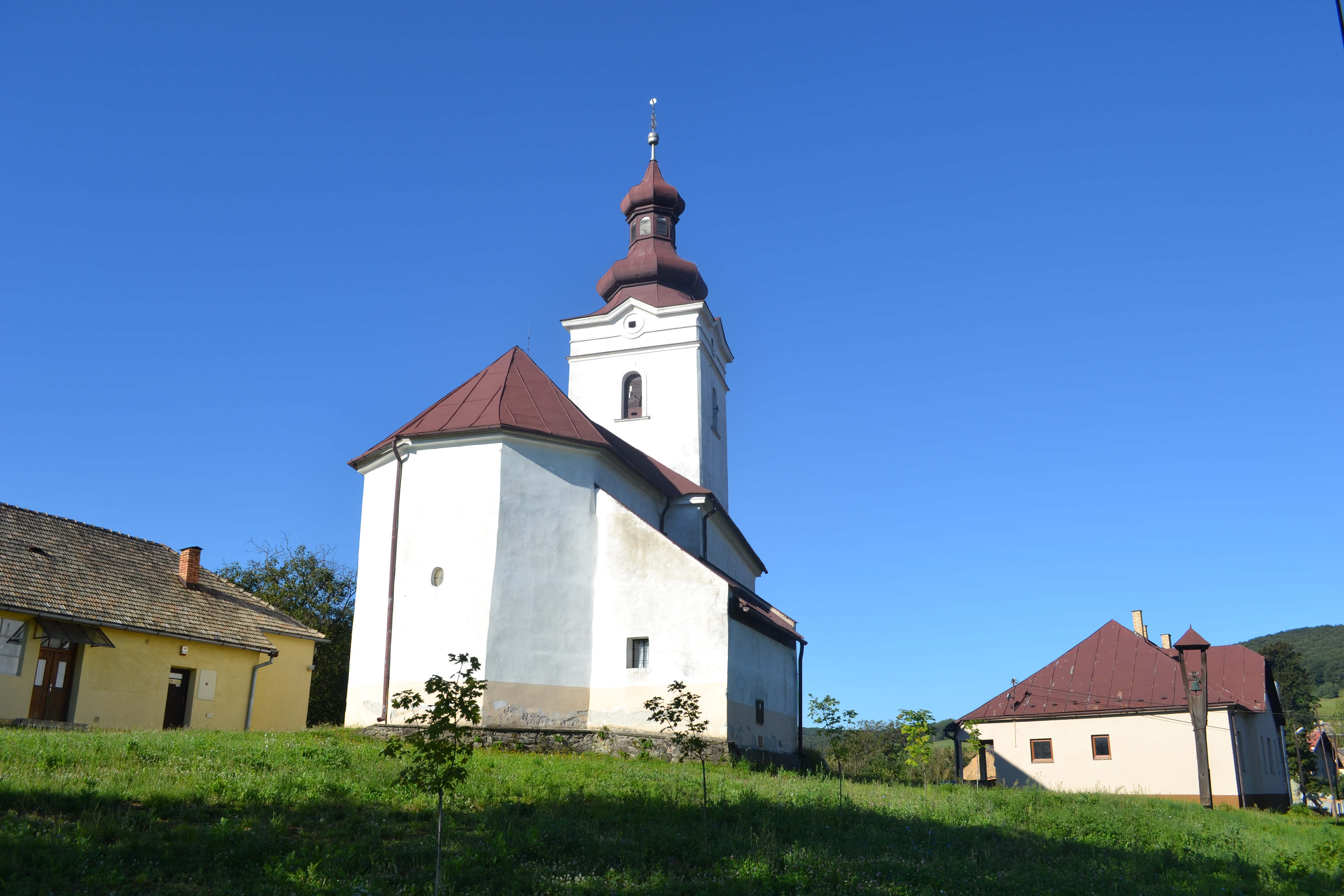
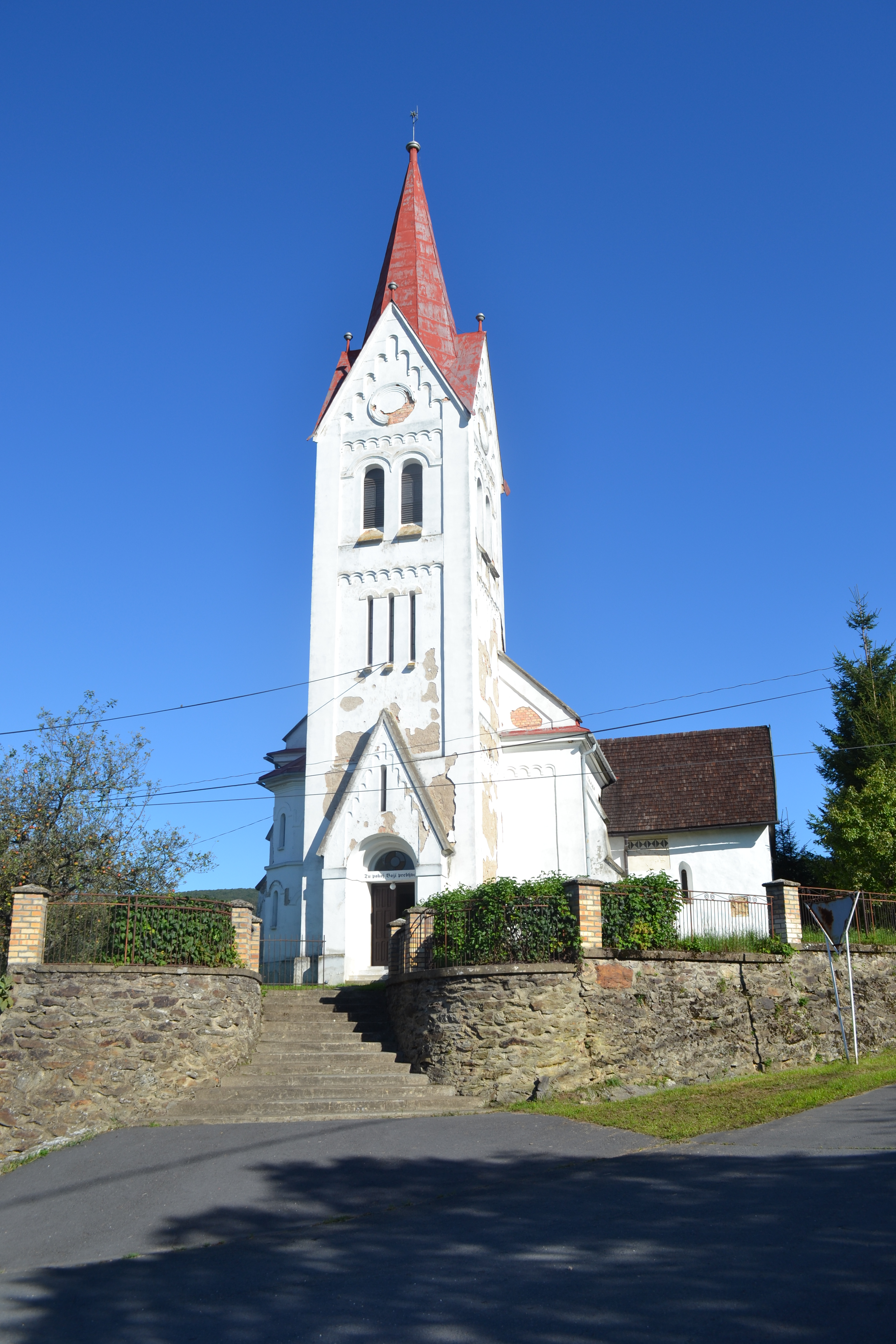
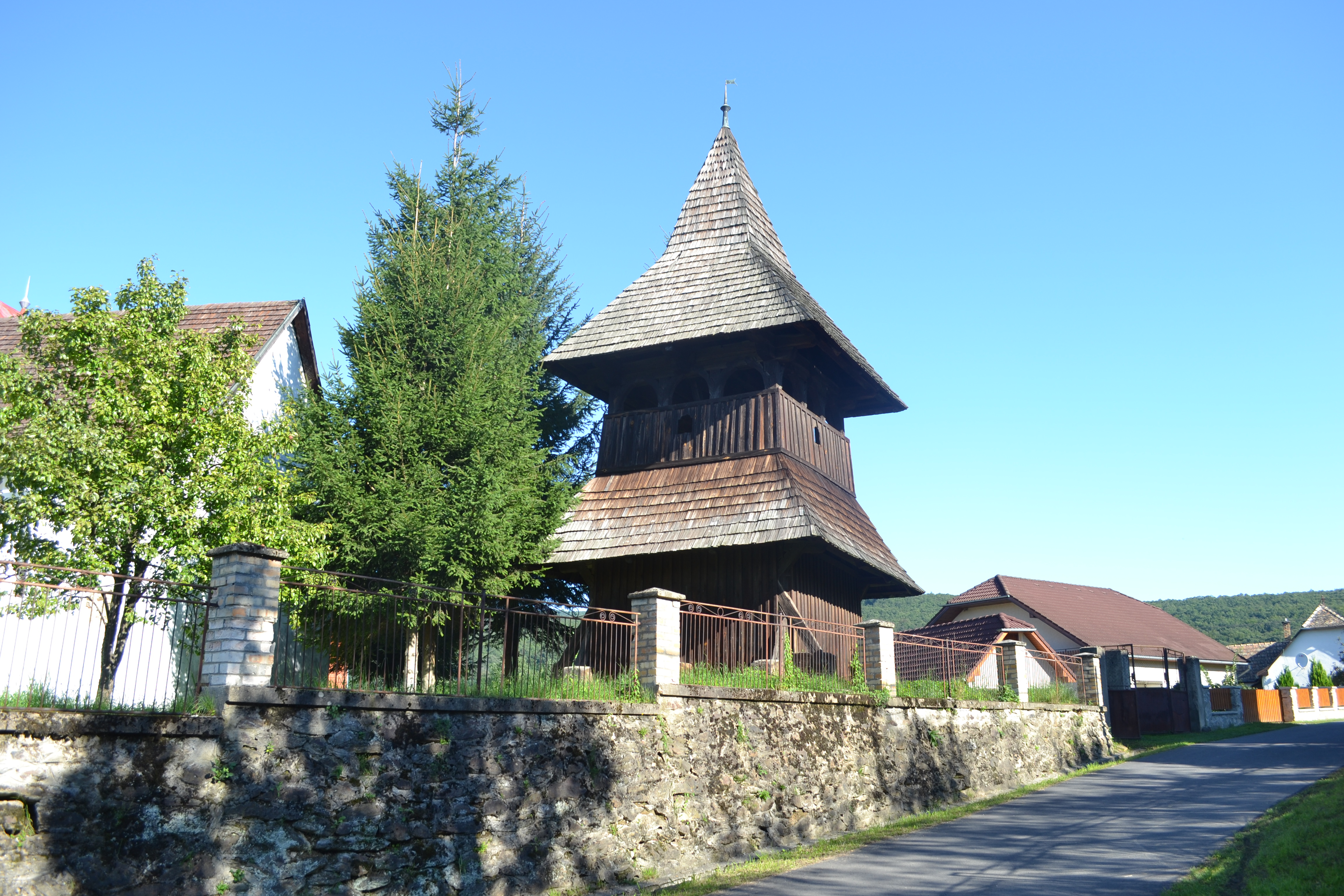
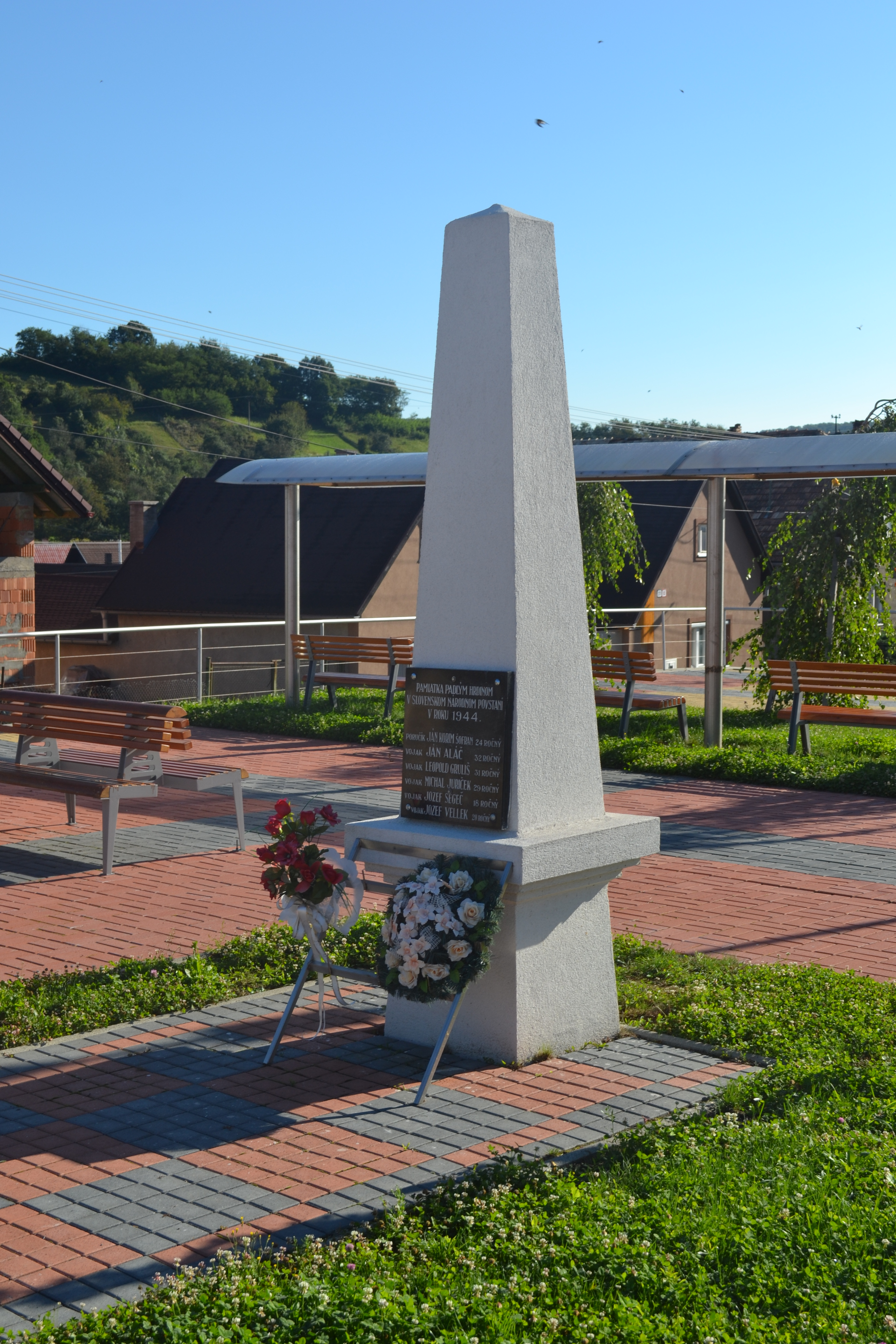

- Szent Kereszt Felmagasztalása tiszteletére szentelt, római katolikus temploma 1887-ben épült.
- Evangélikus temploma 15. századi gótikus eredetű, 1622-ben reneszánsz, 1823-ban klasszicista stílusban építették át. Belseje nagyobbrészt 18. századi barokk.
- Katalinhután az üveggyár épületei 1836-ban épültek.
- A Kramer-kúria a 19. század második felében épült historizáló stílusban.

## Külső hivatkozások
- Hivatalos oldal
- E-obce.sk Archiválva 2008. szeptember 16-i dátummal a Wayback Machine-ben
- Községinfó
- Szinóbánya Szlovákia térképén
- Szinóbánya története
- Az Új Szó cikke